# Live Demonstration
Albums de Oasis
Definitely Maybe
(1994)
Live Demonstration est le premier enregistrement disponible du groupe de rock anglais Oasis. Enregistrée  en 1993, c'est une cassette de démo de quelques titres du groupe avant sa fulgurante ascension. Cet enregistrement a contribué à l'obtention d'un contrat d'enregistrement avec Creation Records pour leur premier album, Definitely Maybe .

## Débuts du groupe et réalisation
En 1992, Oasis joue dans des clubs à Manchester mais ne voit aucun signe de contrat d'enregistrement. S'apercevant de leur potentiel, le guitariste et auteur-compositeur Noel Gallagher contacte son ami Tony Griffiths de The Real People. Les deux hommes s'étaient rencontrés pour une tournée nord-américaine avec les Inspiral Carpets, pour qui Noel travaillait comme roadie, sur laquelle The Real People avait joué la première partie. Noel lui demanda alors s'il pouvait utiliser leur studio pour produire une démo. au son professionnel avec Oasis qu'ils pourrait ensuite envoyer aux maisons de disques. Griffiths accepte, et une dizaine de chansons sont enregistrées dans son studio à Dock Road (Liverpool) au printemps 1993, dont six morceaux se sont retrouvés sur la bande démo finale par la suite. Les versions de D'Yer Wanna Be A Spaceman? et Married With Children ont été enregistrées au domicile du coproducteur Mark Coyle.
Le groupe est alors invité à jouer en mai 1993 un concert au célèbre King Tut's, une discothèque de Glasgow. Oasis s'est trouvé l'argent pour louer une camionnette et l'énergie de faire les six heures de voyage jusqu'à Glasgow. Parmi les personnes présentes dans le club ce soir-là, se trouve le producteur Alan McGee qui voit alors Oasis pour la première fois; il est tellement impressionné qu'après le spectacle il signe sur place un contrat d'enregistrement avec le groupe. Une copie de la cassette démo. est remise à McGee cette nuit-là, dont le contenu l'a encore plus déterminé à faire signer le groupe. Quelques mois plus tard, Oasis signe un accord de 6 albums avec Creation Records.

## Liste des titres
- Face A

1. Cloudburst
2. Columbia
3. D'yer Wanna Be a Spaceman?
4. Strange Thing

- Face B

1. Bring It On Down
2. Married With Children
3. Fade Away
4. Rock'N'Roll Star

## Versions suivantes des pistes
- 1994 : Cloudburst : Face B du single Live Forever, présent sur la version japonaise de Definitely Maybe.
- 1994 : Fade Away : Face B du single Cigarettes And Alcohol, et présent la compilation de face-B The Masterplan (1998).
- 1993 : Columbia : Première chanson de Oasis diffusée sur les radios britanniques, face B du single Supersonic en démo et présent sur le premier album du groupe, Definitely Maybe.
- 1994 : D'Yer Wanna Be A Spaceman? : Face B du single Shakermaker.
- 1994 : Married With Children : Sorti sur le premier album du groupe, Definitely Maybe.
- 1994 : Bring it on down : Sorti sur le premier album du groupe, Definitely Maybe.
- 1994 : Rock 'N' Roll Star : Sorti en single radio aux États-Unis, présent sur le premier album du groupe, Definitely Maybe.